# 1633년
1633년은 토요일로 시작하는 평년이다.

## 연호
- 명(明) 숭정(崇禎) 6년
- 후금(後金) 천총(天聰) 7년
- 일본(日本) 간에이(寛永) 10년
- 후 레 왕조(後黎朝) 득롱(德隆) 5년

## 기년
- 류큐(琉球) 쇼호왕(尚豊王) 13년
- 명(明) 의종 숭정제(毅宗 崇禎帝) 6년
- 후금(後金) 태종 천총가한(太宗 天聰可汗) 7년
- 조선(朝鮮) 인조(仁祖) 11년
- 후 레 왕조(後黎朝) 신종(神宗) 15년

## 사건
- 일본의 쇼군 도쿠가와 이에미츠가 기독교를 금함.
- 갈릴레오 갈릴레이, 태양중심설 주장했다가 투옥됨.

## 문화
- 유성룡의 아들 유진이 서애집을 간행하면서 그 안에 징비록을 수록했다.

## 탄생
- 3월 1일 - 조선의 문신, 시인 이서우. (~1709년)
- 4월 20일 - 제110대 일본의 천황 고코묘 천황. (~1654년)
- 5월 15일 - 프랑스의 유명한 공병장교이자 건축가 세바스티앙 르 프레스트르 드 보방. (~1707년)
- 10월 14일 - 잉글랜드의 군주 제임스 2세. (~1701년)

## 사망
- 3월 5일 - 일본의 에도 막부 다이묘 사타케 요시노부. (1570년~)